# القلوب المحترقة
قلوب محترقة فيلم مغربيي إنتاج سنة 2007، للمخرح المغربي أحمد المعنوني، وبطولة كل من هشام بهلول ومحمد الدرهم وأمينة رشيد ونخبة من الممثلين المغاربة.

## الحبكة
اعتبره أحمد المعنوني سيناريو فيلم قلوب محترقة، جزءا من سيرته الذاتية، فيلم أنتجه المخرج بعد غياب غير مفهوم عن الشاشة الفضية لأكثر من 26 سنة، خصوصا بعد النجاح الذي حصده من خلال شريطيه الوثائقيين «آليام آليام» سنة 1968، و«الحال» سنة 1982.
فيلم قلوب محترقة يحكي قصة مهندس مغربي شاب، يقرر العودة إلى وطنه الأم لزيارة خاله الذي يحتضر، الشاب التائه الذي تسيطر عليه حالة من الضياع النفسي، يزور خاله المريض يوميا عسى أن يتكلم هذا الأخير ويخبره عن السبب الذي جعله يقسو عليه في طفولته، ويجصل على اجابات لطفولته المؤلمة، ويتحول اللقاء بين العجوز الذي يشرف على الموت وأمين العائد من الغربة إلى لحظات طويلة للمحاسبة بين عجوز على أهبة الموت وشاب يريد أن يحيا دون عقدة القمع والذاكرة المؤلمة. وكأنه يريد أن يتلقفه في اللحظات الأخيرة لرحيل إلى عالم آخر ويحاسبه عن قسوة صاحبت مخيلته وعقله الباطن إلى رحيله ما وراء البحار.
بعد انقطاع التواصل بين الوطن والأهل والخال لمدة تزيد عن عشر سنوات. ينتهي الفيلم بمشهد صورة الخال القاسي تأكلها النيران، بينما بطل الفيلم يستلقي ممددا على الأرض، ولم يعرف هل مات المغترب، أم أنه ارتاح فقط من موت «الطاغية»!!
اختار المخرج لفيلمه اللونين الأسود والأبيض، مما أدى إلى بعض الانتقادات، فربما هو شريط أسود في ذاكرة الفنان. يقول أحمد المعنوني، «لقد اخترت أن أشتغل في هذا الفيلم بالأبيض والأسود لقتل جمالية مدينة فاس التي تلمع كالذهب».فلم يريد للمعان الذهب أن يسطع على حقبة سوداء من القسوة.قد تغطيها بشيء من اللمعان الزائف.
حاز الفيلم جوائز مهمة على الصعيد الوطني والعربي، وافتتح المهرجان الأول للفيلم المغربي بنيويورك من يومي 29 و30 أكتوبر لسنة 2010.[17]، شارك في مهرجان دمشق السينمائي، وحاز على الجائزة البرونزية. وعلى المستوى المغاربي حاز على الجائزة الأولى في مهرجان الفيلم الوطني بطنجة، وفي الجزائر حصل الفيلم على جائزة أحسن إخراج في المهرجان الدولي للفيلم العربي عن صنف الأفلام الطويلة.

## روابط خارجية
- القلوب المحترقة على موقع IMDb (الإنجليزية)
- القلوب المحترقة على موقع ألو سيني (الفرنسية)
- القلوب المحترقة على موقع Turner Classic Movies (الإنجليزية)
- القلوب المحترقة على موقع أول موفي (الإنجليزية)
- القلوب المحترقة على موقع فيلمافينيتي (الإسبانية)
- القلوب المحترقة على موقع قاعدة بيانات الفيلم (الإنجليزية)
- القلوب المحترقة على موقع ليتربوكسد (الإنجليزية)